# 84
| 84                 |
| ------------------ |
| Dødsfald - Fødsler |
|                    |

| Gregoriansk kalender | 84 LXXXIV               |
| Ab urbe condita      | 837                     |
| Armensk kalender     | I/T                     |
| Kinesiske kalender   | 2780 – 2781 癸未 – 甲申 |
| Etiopisk kalender    | 76 – 77                 |
| Jødisk kalender      | 3844 – 3845             |
| Hindukalendere       |                         |
| - Vikram Samvat      | 139 – 140               |
| - Shaka Samvat       | 6 – 7                   |
| - Kali Yuga          | 3185 – 3186             |
| Iransk kalender      | 538 BP – 537 BP         |
| Islamisk kalender    | 555 BH – 554 BH         |

Se også 84 (tal)